# Tillandsia maculata
Tillandsia maculata là một loài thực vật có hoa trong họ Bromeliaceae. Loài này được Ruiz & Pav. miêu tả khoa học đầu tiên năm 1802.